# Харамильо, Хулио
Хулио Альфредо Харамильо Лауридо (исп. Julio Jaramillo; 1 октября 1935, Гуаякиль — 9 февраля 1978, там же) — эквадорский певец и гитарист.

## Биография
Выступать на сцене Хулио начал, когда ему было 15 лет. В 16-летнем возрасте победил в радиоконкурсе, призом которого стала презентация в ночном клубе, что стало началом его творческой карьеры.
Широко прославился в Латинской Америке исполнением песен в жанре пасильо или креольский вальс, болеро, корридо, танго, ранчера (canción ranchera). Осуществил несколько туров по Латинской Америке. Первыми странами, в которых выступал певец были Колумбия, Перу, Аргентина, Уругвай, Чили и другие. Совершил триумфальные туры по Мексике, Пуэрто-Рико и государствам Центральной Америки. Последний международный тур состоялся в США и Канаду.
За свою карьеру записал более 4000 песен, его самая известная песня была и остается «Nuestro Juramento», хорошо известная во всей Южной Америке. Снимался в кино.
Творческий путь Харамильо рано оборвал богемный образ жизни. Скандалы, связанные с его бурной жизнью, часто были источниками новостей. Он несколько раз был заключён в тюрьму, почти всегда из-за преступлений против женщин или несовершеннолетних. Был официально женат пять раз, у Хулио были дети и от других женщин: по оценкам, у него было до двадцати восьми детей.
Харамильо страдал от цирроза печени. Умер в результате осложнения после операции по удалению камней из жёлчного пузыря.

## Память
- Х. Харамильо почитается, как национальный герой Эквадора.
- День его рождения назван Día del Pasillo Ecuatoriano и является национальным праздником.
- Почта Эквадора выпустила марку с его изображением.

## Избранные песни
- Nuestro juramento
- Rondando tu esquina
- Amor en Budapest
- A mi madre
- Cataclismo
- Alma en los labios
- El preso numero nueve
- Senderito_de_amor
- Sonar y nada mas
- Cara al sol
- Dolor de ausencia
- Nada mas
- No me toquen ese vals
- Pensando en ti
- Negro azabache
- Licor Bendito
- Dilema de la vida
- Aunque me duela el alma
- Cinco Centavitos
- Andale y pidele perdon